# Рурубу
Рурубу (також Ruvubu і Ruvuvu) — річка в центральній Африці, води якої збираються із віддаленої частини басейну Ніла. Приблизна довжина складає 480 км.

## Географія
Витік знаходяться у північній частині Бурунді поблизу міста Каянза, потім курс річки утворює арку поблизу міста Гітега. Згодом у Рурубу впадає у річку Рувіронда. Звідти вона тече на північ через Національний парк Рувабу, що знаходиться на кордоні із Танзанією.
Далі протікає певну відстань паралельно з кордоном, перш ніж продовжити шлях до Танзанії. Зрештою Рурубу впадає у Кагеру, біля кордону між Руандою та Танзанією.